# Президентський палац (Анкара)

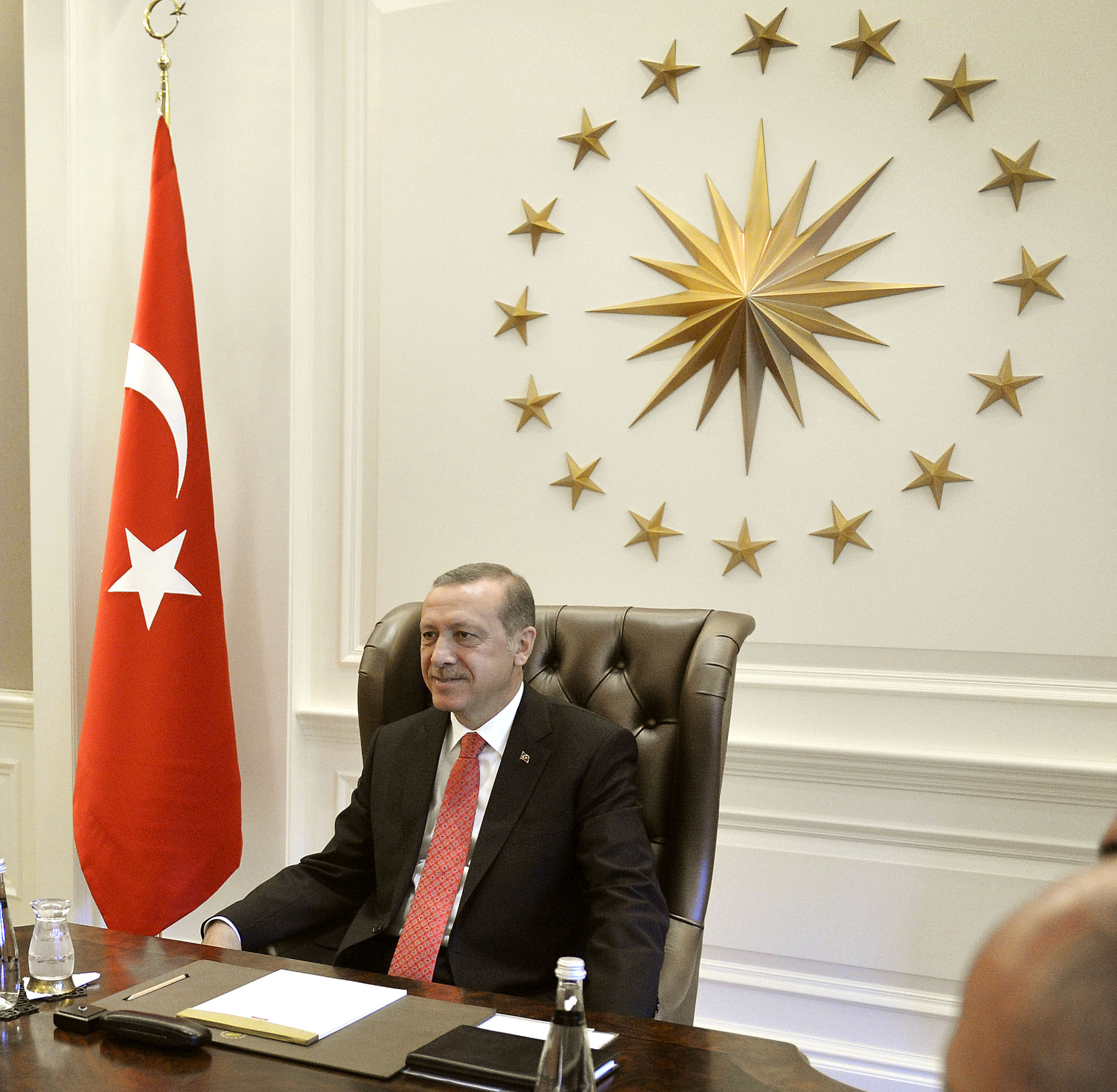
.

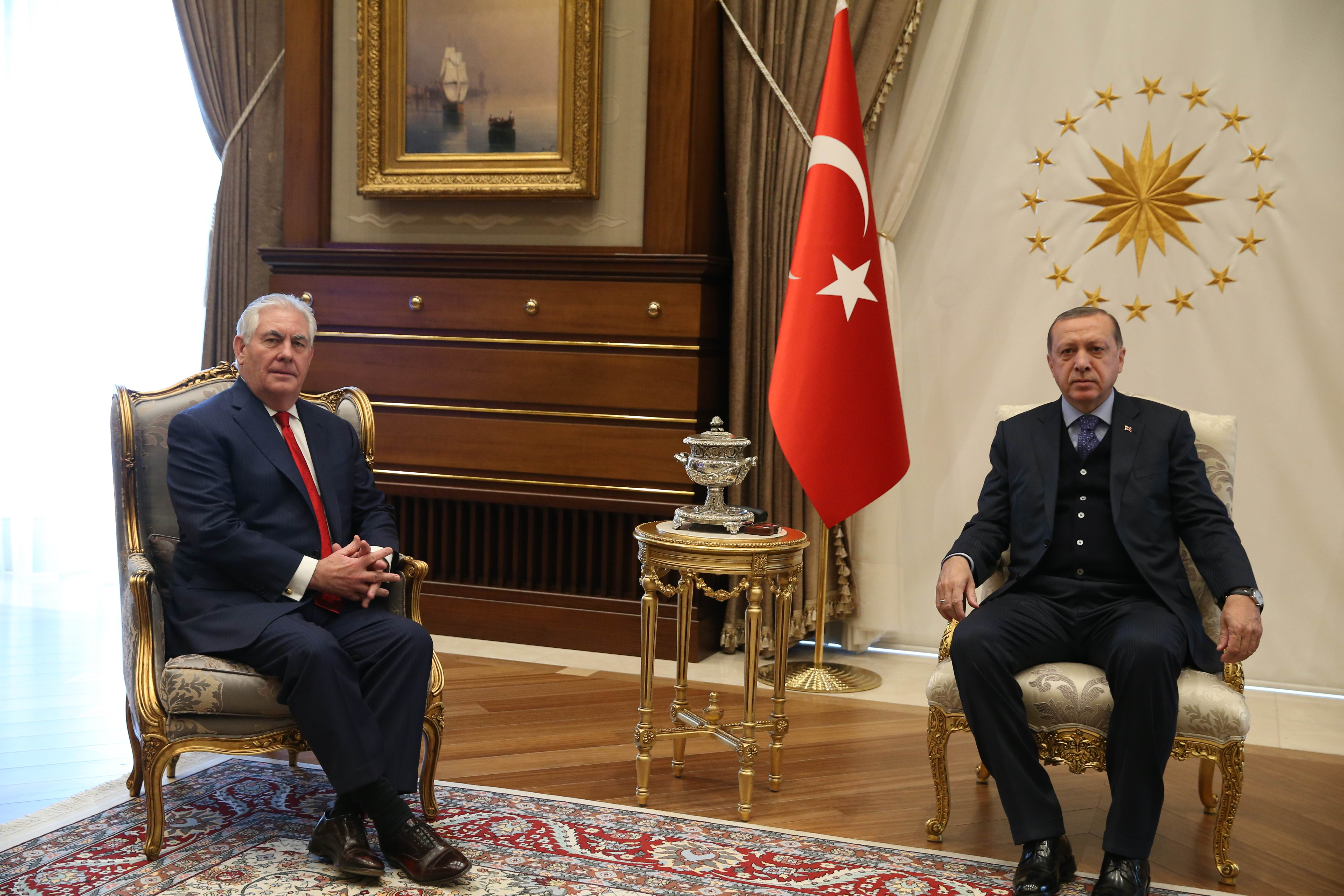
Кімната переговорів

39°55′52″ пн. ш. 32°47′56″ сх. д. / 39.9311° пн. ш. 32.7989° сх. д.
Президентський палац (тур. Cumhurbaşkanlığı Sarayı, також Білий палац — тур. Ak Saray) — офіційна резиденція президента Туреччини, розташована в столиці Туреччини — Анкарі. За оцінками, розмір палацу перевершує Білий дім у Вашингтоні в 50 разів, Кремль у Москві, Букінгемський палац у Лондоні, і навіть Версальський палац біля Парижа в три рази, а деякі критики порівнюють будівлю з Будинком парламенту часів Чаушеску у Бухаресті. Власне будівництво було засуджено екологами та опозицією як доказ авторитарних тенденцій Ердогана, проте його прихильники стверджують, що палац є символом того, що вони називають прагненням до «нової Туреччини».

## Історія і будівництво
За проектом у палаці мала розташовуватися канцелярія прем'єр-міністра Туреччини і його будівництво розпочалося в 2011 році. Автором проекту став відомий турецький архітектор Шефіка Біркійе, що проживає в Брюсселі. Після того, як чинний прем'єр Реджеп Тайїп Ердоган виграв президентські вибори 2014 року, 2 вересня він оголосив про те, що будівля буде використовуватися як офіційна резиденція президента. Будівля була побудована в районі Бештепе в Лісовому господарстві Ататюрка створеному Мустафою Кемалем Ататюрком в 1925 році, а в 1937 році передав ферму державі. В 1992 році господарству була привласнена перша ступінь захищеної зони, що означає заборону на будь-яке будівництво на цій території. 4 березня 2014 року адміністративний суд Анкари ухвалив призупинити будівництво палацу. 13 березня це рішення було підтримано Державною радою за рекомендацією Палати архітекторів Туреччини. Ердоган проігнорував це рішення, сказавши, що «нехай вони його знесуть, якщо зможуть. Вони наказали припинити, але вони не зможуть зупинити будівництво цього будинку, який я буду відкривати. Я буду перебувати в ньому і використовувати його». Проте, єдиним органом, що володіє повноваженнями припинити будівництво є місцевий муніципалітет Анкари, який не виявив ніяких заперечень, і отже для будівництва не було ніяких законних перешкод. Тим часом, для розчищення місця для палацу були зрубані сотні дерев. У той же час міністр фінансів Мехмет Шимшек заявляв, що в цілому з бюджету на будівництво було виділено 615 мільйонів доларів США, 432 млн були використані на той момент, а решту коштів в 135 млн доларів включені в бюджет 2015. Крім цього, з бюджету Ердогану за спеціальними вимогами купили літак «Airbus A330-200» за 185 млн, а також запланований ремонт палацу Хубер в Стамбулі і гостьового будинку на узбережжі Егейського моря. Через що, лідер опозиційної Республіканської народної партії Кемаль Киличдароглу сказав, що «так званий султан побудував все це для себе в країні, де три мільйони людей залишаються без роботи. Ви знищили сотні дерев, щоб побудувати собі цей палац».

## Відкриття та використання
Палац було відкрито 29 жовтня 2014 року в День Республіки в присутності президента Ердогана, його дружини Еміне і офіційних осіб. Цього дня планувалося проведення прийому з нагоди інавгурації, проте через аварію на шахті в ілі Караман свято було скасовано. З цього моменту в розпорядження прем'єр-міністра Ахмета Давутоглу перейшов палац Чанкая
Першим відвідувачем палацу став Папа Римський Франциск, за свій триденний візит (з 28 по 30 листопада) відвідав Анкару і Стамбул, і зустрівся з Ердоганом.

## Архітектура та інтер'єр
Палац розташовано на території 91 тис. м² (22,5 акрів) Лісового господарства Ататюрка на вершині пагорба на захід від Анкари. Комплекс площею 300 000 м² складається з головної будівлі та двох допоміжних будівель, з колонами і покритих плоскими дахами, з 1000 кімнат з коридорами, облицьованими зеленим мармуром і бордовим гранітом, які будуть використовуватися для зустрічей з очільниками держав і високопоставленими посадовими особами. Центральна будівля з трьох поверхів, натхненна сумішшю модерністської, сельджуцької та османської архітектури, обладнано новітніми системами безпеки, включаючи бункери, здатні витримати біологічну, хімічну і ядерну атаки, мережу тунелів, кімнати з високотехнологічними засобами захисту від кібератак і шпигунства, «глухі» номери без електричних розеток, спеціальні кімнати на випадок війни, а також додаткові гостьові будинки, туалети зі стінами з штукатуркою з шовкового волокна, ботанічні сади, парк, конгрес-центр.